# 462. pehotni polk (Wehrmacht)
462. pehotni polk (izvirno nemško Infanterie-Regiment 462) je bil eden izmed pehotnih polkov v sestavi redne nemške kopenske vojske med drugo svetovno vojno.

## Zgodovina
Polk je bil ustanovljen 26. avgusta 1939 kot polk 4. vala v Hollabrnnu z nadomestnih bataljonov: I., II. in III./134. pehotnega polka in bil dodeljen 262. pehotni diviziji.
1. oktobra 1940 je bil iz sestave odvzet III. bataljon, ki je bil dodeljen 449. pehotnemu polku; bataljon je bil nadomeščen z drugim. 
15. oktobra 1942 je bil polk preimenovan v 462. grenadirski polk.